# I Sell Anything
I Sell Anything è un film del 1934 diretto da Robert Florey.
È una commedia statunitense a sfondo drammatico e romantico con Pat O'Brien, Ann Dvorak e Claire Dodd.

## Produzione
Il film, diretto da Robert Florey su una sceneggiatura di Brown Holmes e Sidney Sutherland e un soggetto di Albert J. Cohen e Robert T. Shannon, fu prodotto da per la First National Pictures e girato nei Warner Brothers Burbank Studios a Burbank, California, dal 10 luglio 1934.

## Distribuzione
Il film fu distribuito negli Stati Uniti dal 20 ottobre 1934 al cinema dalla First National Pictures.